# Непохитний олов'яний солдатик
«Непохи́тний олов’я́ний солда́тик» (дан. Den standhaftige tinsoldat) — казка данського письменника Ганса Крістіана Андерсена. Вперше опублікована 2 жовтня 1838 року в Копенгаґені, в авторській збірці «Казки, розказані дітям. Нова колекція. Брошура перша», разом з казками «Ромашка» (Gaaseurten) та «Дикі лебеді» (De vilde Svaner). Казка набула популярності в багатьох країнах світу.
Перша казка Ганса Крістіана Андерсена, що не бере за основу народний сюжет чи літературну модель.

## Сюжет
Хлопчикові на День народження дарують набір з 25 олов'яних солдатиків, та одному з них бракує ноги. Його виливали останнім, і олова на нього не вистачило. Але солдатику це анітрохи не заважає. Вночі іграшки оживають і починають жити своїм життям. Солдатик знаходить кохання — прекрасну балерину. Раптом з табакерки вигулькує злий гном і каже: «Олов'яний солдатику! Не дивись на те, що тебе не стосується!».
Розлютившись, що солдатик його ігнорує, гном обіцяє помститися. Вранці солдатика ставлять на підвіконня, вікно враз відчиняється, і він падає вниз головою з третього поверху.
Починається злива. Солдатика знаходять двоє вуличних хлопчаків, що садять його на паперовий човник і пускають канавою. На своєму шляху він стрічає щура, який вимагає в нього паспорт. Коли вода з рівчака струмує в канал, човник тоне, а солдатика ковтає риба. Потім ця риба потрапляє на кухню власника іграшки. Рибу розрізають, і знаходять олов'яного солдатика. Його знову відносять до дитячої кімнати. Але якийсь хлопчисько кидає бідолаху в коминок. Солдатик дивиться на маленьку балерину, вона на нього, і він відчуває, що плавиться. Раптом двері в кімнату розчиняються, і протяг підхоплює балерину. Вона пурхає в пічку до олов'яного солдатика і вмить згоряє, коли сам він тане в яскравім полум'ї кохання. Наступного дня хатня робітниця, вигрібаючи золу, знаходить у грубці маленьке олов'яне серце.
Цікавий сюжетний прийом: за весь час оповіді головні герої — солдатик і балерина — не мовлять ані слова й не роблять жодного самостійного руху.

## Екранізації
Першу екранізацію 1934 року зняв Аб Айверкс, замінивши злого гнома на іграшку «Джек у коробці». Згодом, гнома не було в жодній американській екранізації. Знаменитий французький мультиплікатор Поль Грімо, спільно з Жаком Превером у 1947 році зняв мультфільм, де замінив солдатика на акробата. 1976 року вийшла радянська екранізація. У мультфільмі Фантазія-2000 був присутній геппі-енд. У 2002 році в серії мультфільмів «Казки Андерсена» вийшла вільна екранізація казки.